# Voßwinkel (Adelsgeschlecht)

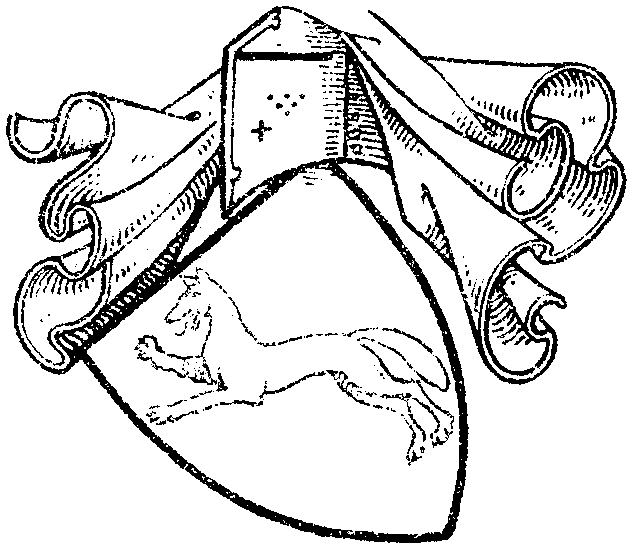
Wappen derer von Voßwinkel im Wappenbuch des Westfälischen Adels

Voßwinkel (auch Voswinkel, Vosswinckel o. ä.) ist der Name eines erloschenen westfälischen Adelsgeschlechts.

## Geschichte
Das Geschlecht führte seinen Namen nach dem Ort Voßwinkel südlich von Werl. Urkundlich erstmals erwähnt wird das Geschlecht im Jahr 1187, als Gerardus de Vosswinkele als Zeuge für den Kölner Erzbischof Philipp I. von Heinsberg erscheint, der dem Kloster Oelinghausen für seinen Hof zu Wetmarse die Freiheit vom Naturalzehnt verlieh. 1193 trug Luitbertus de Vosswinkele das Haus Udenhausen von Gerhard von Wassenberch zum Lehen, der es von Köln besaß und dem Kloster Rumbeck überließ. Ferner erscheinen Elricus de Vosswinkele (1231) und Heinricus de Voswinkele, 1247 Zeuge in einer Urkunde des Klosters Bredelar. 1378 lebten die Brüder Peter und Heinrich genannt die Beyere. Peters Siegel zeigte den Fuchs und die Umschrift Petri de Voswinkel. Um dieselbe Zeit lebte Goswin von Voßwinkel. 1347 kaufte Heinrich von Lüdinghausen genannt Wolff die Güter der Voßwinkel zu Voßwinkel.
Die Familie erlosch im Mannesstamm mit Teme Voßwinkel um 1411.

## Wappen
Blasonierung: Im Schild ein nach Rechts springender Fuchs. Tingierung und Helmzier sind nicht überliefert.